# Бјазоне-Палотела (Кјети)
Бјазоне-Палотела (итал. Biasone-Pallottella) је насеље у Италији у округу Кјети, региону Абруцо.
Према процени из 2011. у насељу је живело 135 становника. Насеље се налази на надморској висини од 165 м.